# Transición de Morin

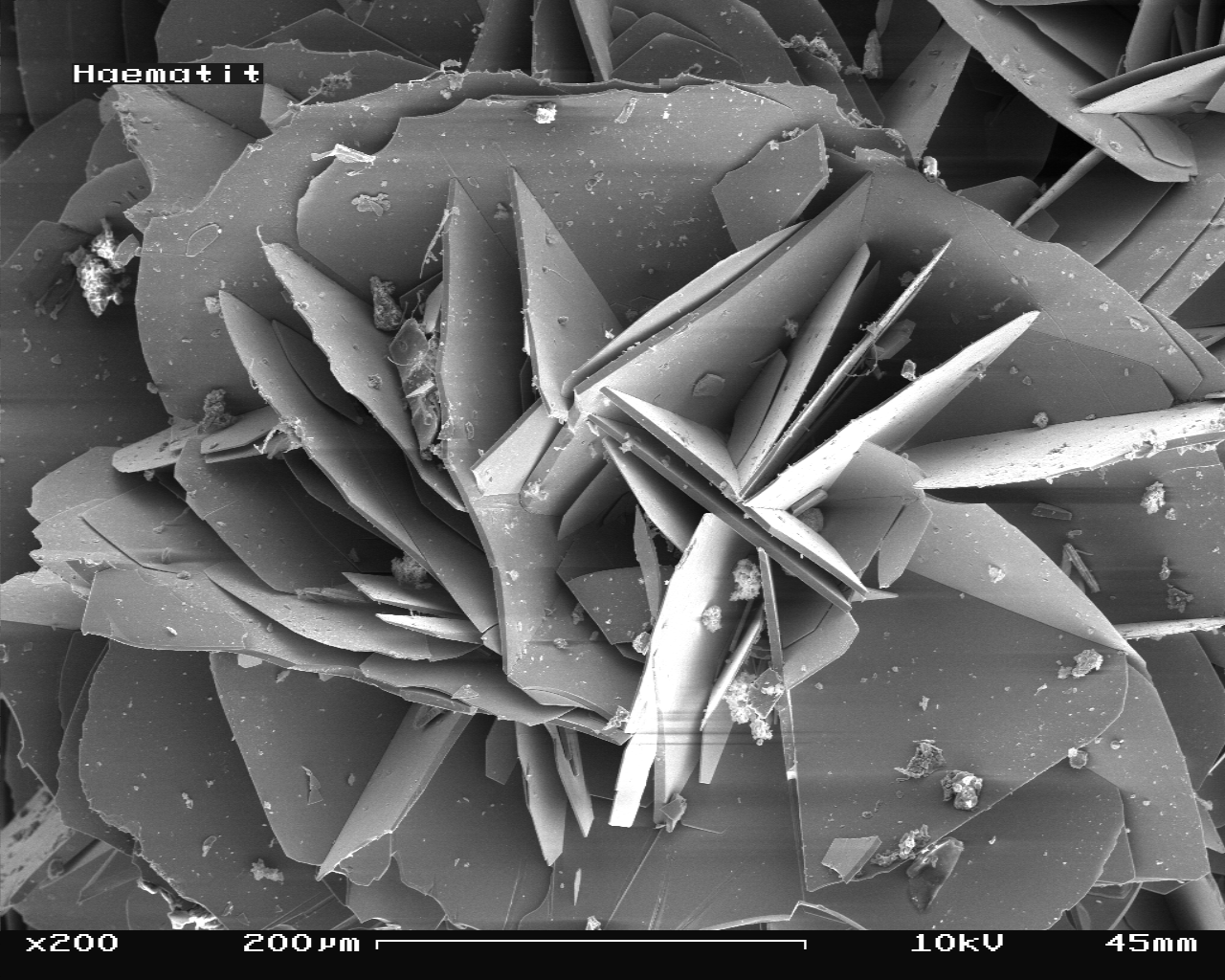
Hematita vista bajo microscpio electrónico de barrido (SEM), magnificación 200x.

La transición de Morin, o transición de spin-flop, es una transición de fase metamagnética que ocurre en ciertos materiales con orden antiferromagnético, como por ejemplo la hematita (α-Fe2O3)

. Este tipo de sistemas presenta orden antiferromagnético, es decir, la red cristalina está compuesta por dos subredes, dentro de las cuales los momentos magnéticos o espines son paralelos, y al mismo tiempo estos espines  son antiparalelos entre subredes. A temperaturas altas, mayores que la llamada temperatura de transición de Morin (TM), este orden antiferromagnético no es perfecto y hay una pequeña magnetización (ferromagnética) en el plano perpendicular al eje de anisotropía magnética de la red. Este orden ferromagnético se puede observar al aplicar un campo magnético en una dirección paralela al plano, llamado plano de fácil magnetización. A temperaturas menores que la temperatura de Morin, los espines se alinean con el eje de anisotropía de forma perfectamente antiparalela y el momento ferromagnético desaparece. En general, se le denomina transición de Morin a toda transición de fase en sistemas antiferromagnéticos, donde la orientación de los espines cambia de eje, de paralelo a perpendicular al eje de anisotropía magnética.